# Kamjanske (Wassyliwka)
Kamjanske (ukrainisch Кам'янське; russisch Каменское Kamenskoje) ist ein Dorf in der ukrainischen Oblast Saporischschja mit etwa 2054 Einwohnern (2019).

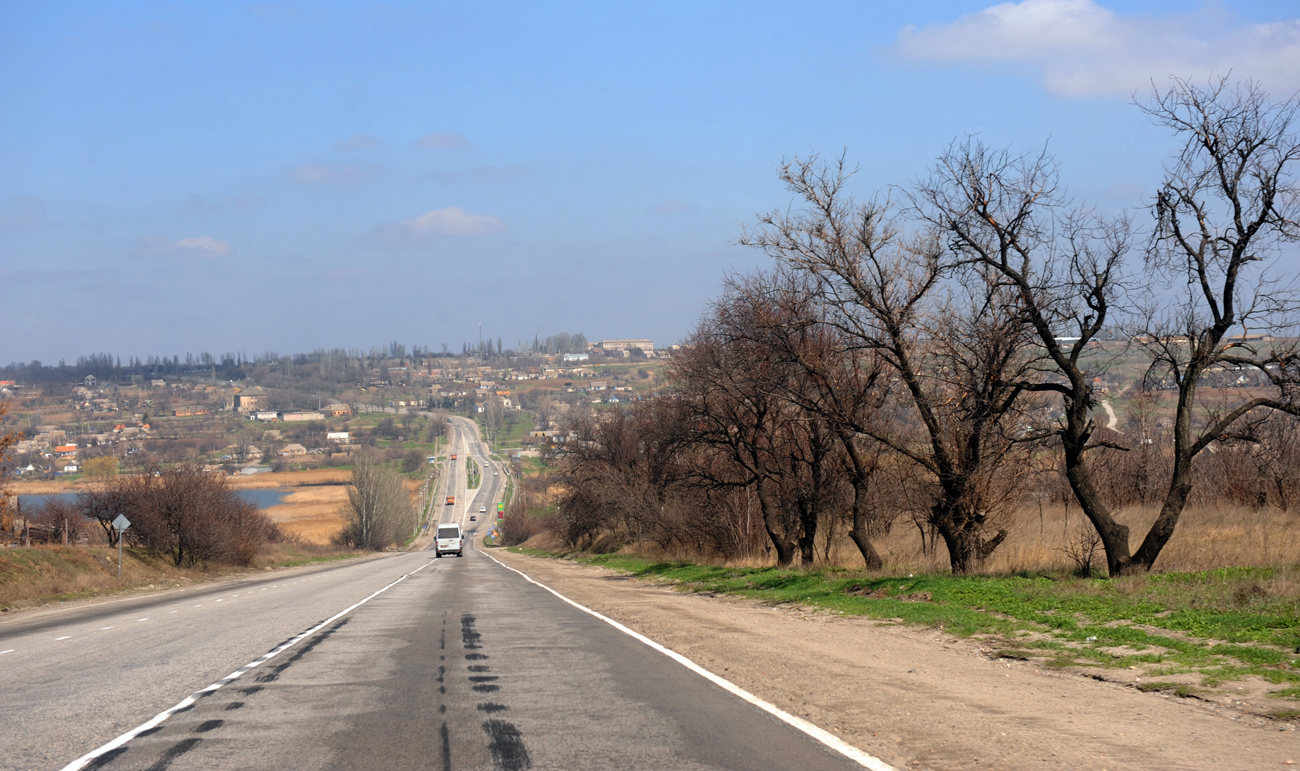
Die M 18 vor Kamjanske

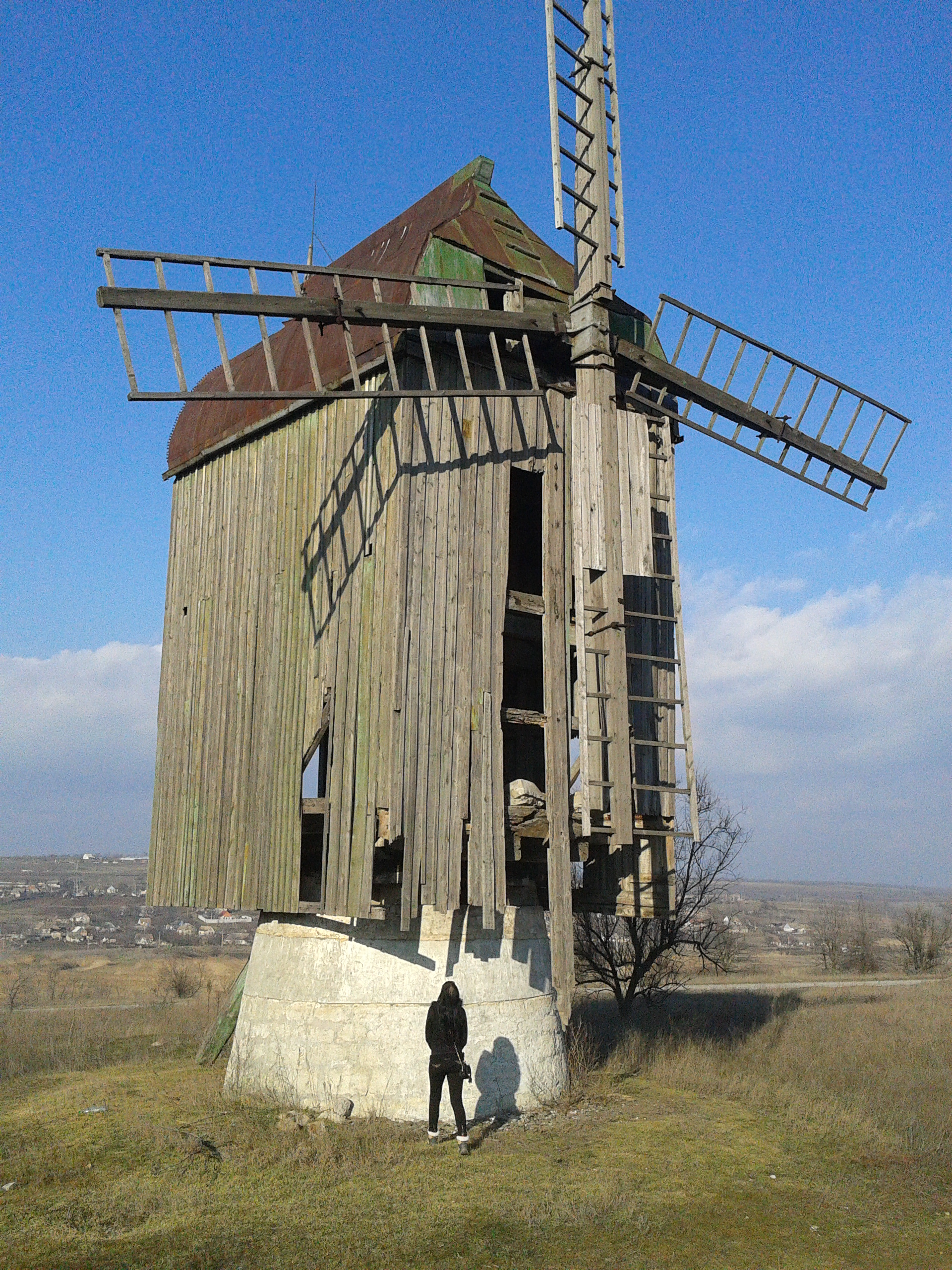
Alte Bockwindmühle nahe der Ortschaft

Das in den 1790er Jahren an der Stelle einer kosakischen Überwinterungssiedlung gegründete Dorf hieß bis Mai 1945 nach dem es durchfließenden Fluss Jantschekrak.
Die Ortschaft liegt auf einer Höhe von 30 m an der Mündung der 30 km langen Jantschekrak (Янчекрак) in den zum Kachowkaer Stausee angestauten Dnepr, 14 km nordöstlich vom Rajonzentrum Wassyliwka und 42 km südlich vom Oblastzentrum Saporischschja. Durch das Dorf verläuft die M 18/Europastraße 105.
Am 12. Juni 2020 wurde das Dorf ein Teil der neugegründeten Stadtgemeinde Wassyliwka, bis dahin bildete es zusammen mit dem Dorf Plawni (Плавні) die gleichnamige Landratsgemeinde Kamjanske (Кам'янська сільська рада/Kamjanska silska rada) im Nordosten des Rajons Wassyliwka.